# حمام أبو لوزة
حمامُ أَبُو لوزَة (الصحيح نحويّاً: حمامُ أبي لوزة) هو حمَّامٌ أثري ذو مياه كبريتية معدنية، يقع في قرية البحاري بمحافظة القطيف شرق المملكة العربية السعودية. أُقيم الحمام بالقرب من عين أبي لوزة التي كان يُستشفى بمياهها لعلاج الأمراض الجلدية وآلام المفاصل. غالباً من كان يرتاد الحمّام هم الطواويش وأهالي قلعة القطيف والّذين كان أغلبهم تُجّار وذوي مكانة في المنطقة.
يقع حمام أبي لوزة في الوقت الحالي تحت مسؤولية الهيئة العامة للسياحة والتراث الوطني التي أحاطته بسياج سلكي، وأقفلته، وأوكلت مهمة الإشراف عليه إلى متطوّع من أهالي المنطقة تكفـّل بالعناية به؛ وبالرغم من ذلك فإنه يُواجه خطر التّصدعات والتشققات، وتراكم الأنقاض عليه، ونضوب عين ماؤه، وإقفاله في أوجه الزائرين والسّياح. لم تنضب عين أبي لوزة إلا في الثمانينيات، وهذا يعني تأخرها في النضوب عن سائر العيون التي نضبت في المحافظة. وقبل ذلك كان منسوب المياه في عين الحمام يصل إلى 3 أمتار.

## التسمية
كان يُعرف حمّام أبو لوزة باسم حمام عين أبو لوزة حتى خُففّ الاسم إلى اسمه الحالي، ويعود سبب تسمية الحمّام إلى تشابه قبّته مع شكل نصف لوزة. ويعتقد بعضٌ آخرون أن تسميته تعود إلى اسم العين التي تُورد الحمام بالمياه، وسُمّيت العين بهذا الاسم نسبة لشجرة قضب اللوز التي كانت شديدة الانتشار في مزارع القطيف عامّةً، فيرى باحثون أن وجود شجرة قضب اللوز بالقرب منها مباشرة كان له سبب في تسمية العين، ويُستدل على ذلك عين غـُرَّى في قرية القديح المُسمّية لوجود نخلة الغـُرَّى.

## الجغرافيا
يقع حمام أبو لوزة بين مزارع وبساتين في سيحة البحاري غرب قرية الخبّاقة بجانب نخيل ومزارع بلدة القديح على الطريق العام المؤدّي إلى العوامية وصفوى عند أطراف حاضرة القطيف سابقاً، شمال غرب القطيف. ومنطقة المزارع والنخيل التي يقع بها حمام أبو لوزة تكثر فيها العيون القديمة التي اشتهرت بها المنطقة فإضافةً إلى عين أبي لوزة التي تُورد الحمام بالمياه فقد حدّت العديد من العيون الأخرى بالحمّام كعين البشرى، وعين الرواسية شمال الحمام وشمال غربه، وعين القطينية وعين قصاري في الجنوب والجنوب الغربي، وعين الخباقة في الجنوب الشرقي. ومن الغرب لحمام الرجال مسجد، ومن الشرق لحمام النساء إسطبل للخيل والحمير التي كانت تستخدم كوسائل نقل للقاصدين للحمام من القرى البعيدة، ومن حاضرة القطيف.

## التاريخ
يُعتقد أن من حفر عين أبي لوزة هم الكنعانيّون، بينما يُرجّح أن تاريخ تشييد الحمام يعود إلى القرنين الثالث والرابع الهجريين في عهد القرامطة أو إلى عهد العيونيون في القرنين الخامس والسادس الهجريين. وأنه في عهد العثمانيين جُدّد الحمام وأضيف له عدد من الملاحق له. وفي عهد الدولة السعودية الثانية، جددّ أحمد مهدي آل نصر الله حاكم القطيف المُعين من الإمام فيصل بن تركي (1250-1254هـ / 1259-1282هـ) الحمام وأضاف ملاحقاً له عام 1281هـ/1864-1865م. يرى مؤرخون بأن حاكم القطيف أحمد مهدي لم يقم بتجديده وإنما هو من قام بتشييده، ولكن ينفي مُؤرّخون أخرون ذلك.

## التصميم

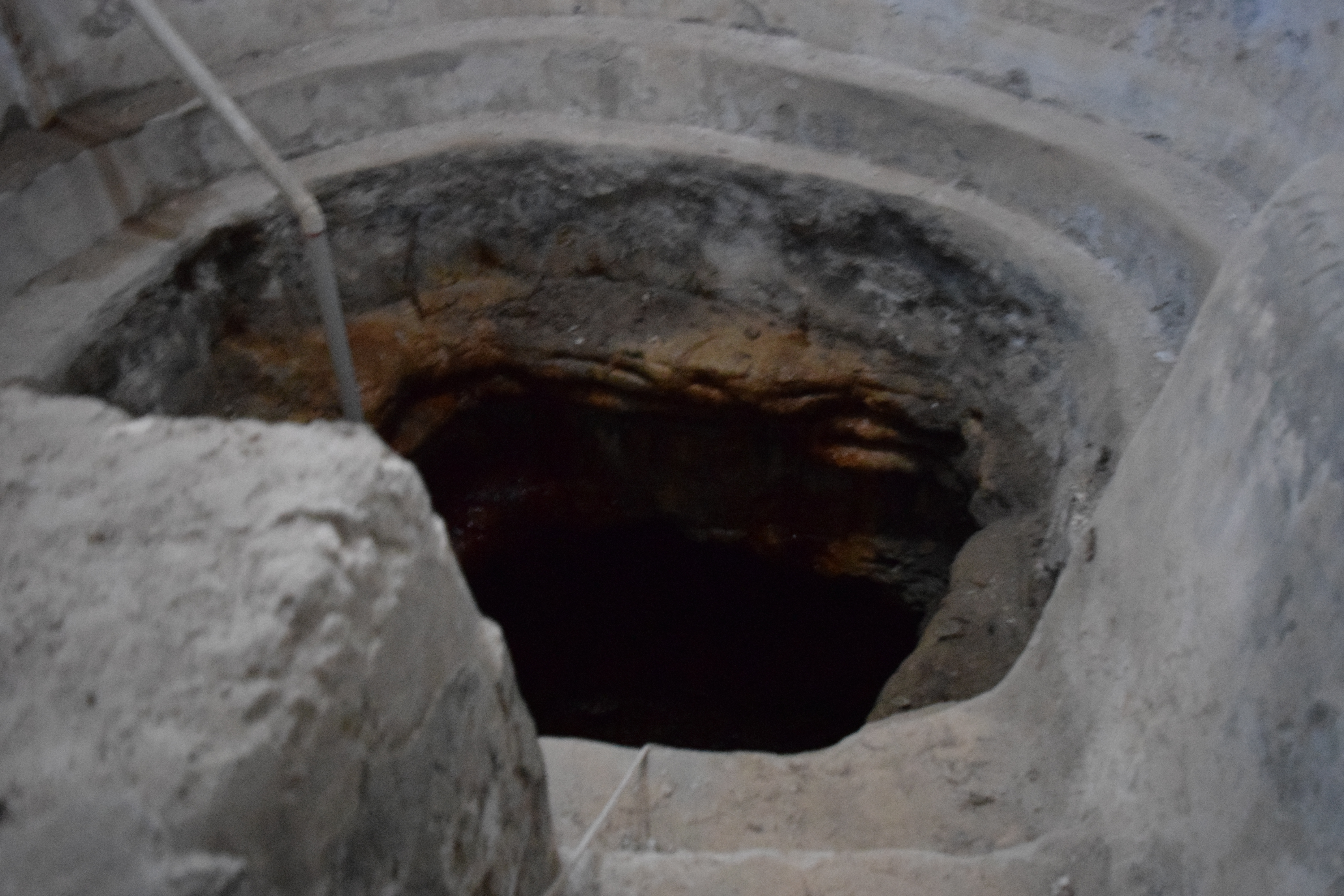
منبع ماء الحمّام كما تظهر في تمّوز/يوليو، 2017م. وتتضح على أطراف المنبع تدرّجات كانت تُستعمل للاتكاء والجلوس عليها.
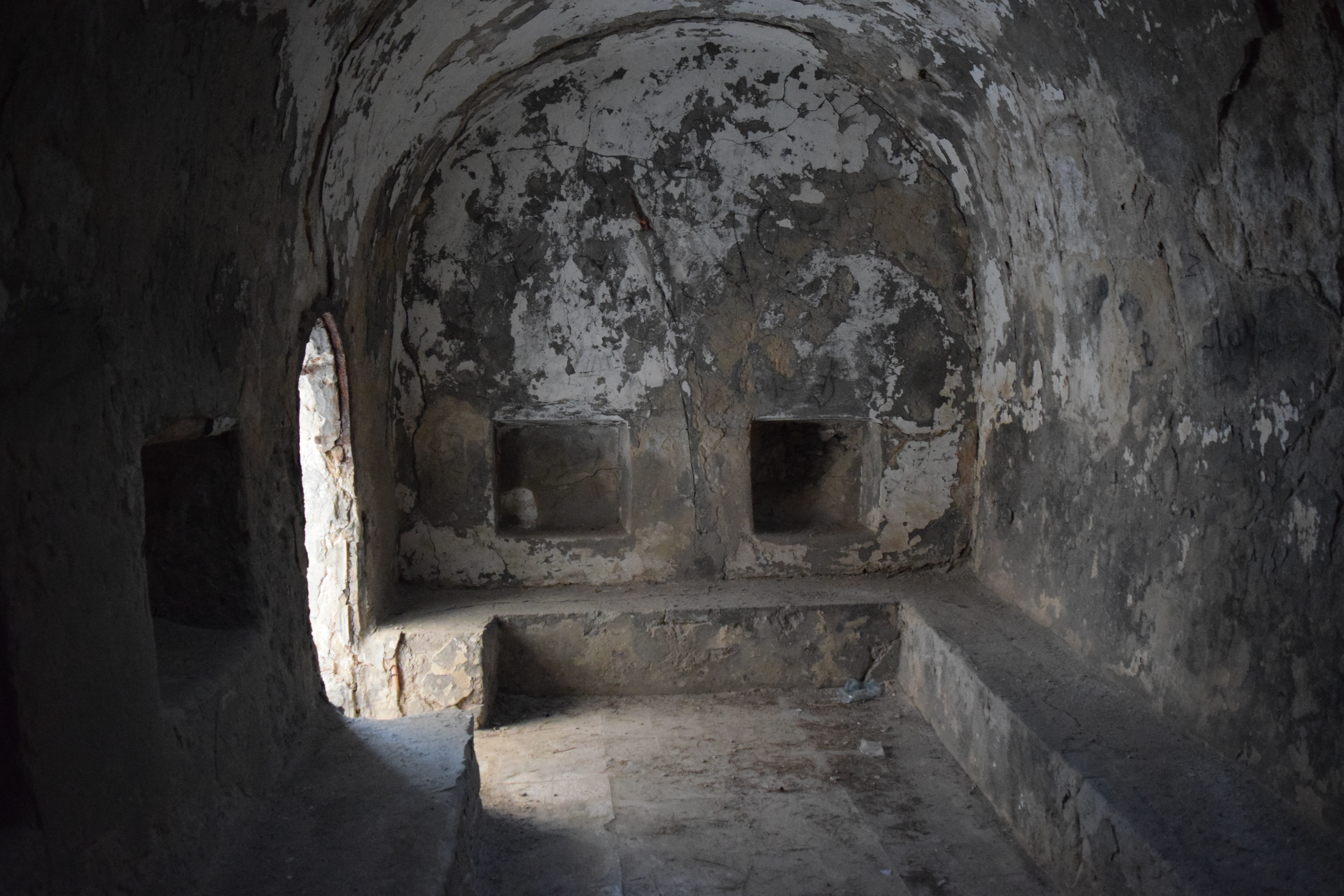
غرفة مراخ الرّجال كما تبدو في تمّوز/يوليو، 2017م. وهي غرفة للاستجمام والتدليك وتبادل أطراف الحديث.
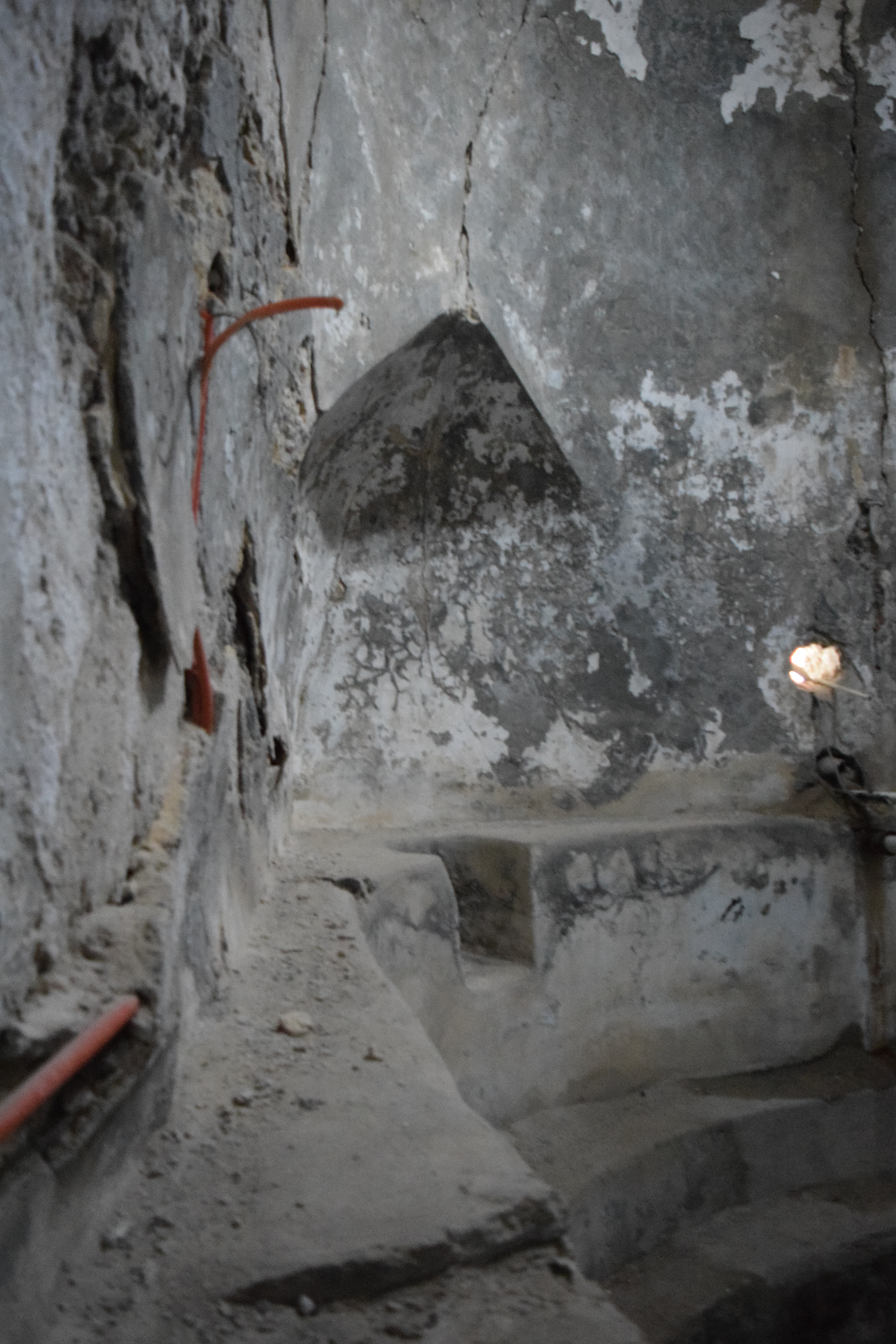
بروزات ونتوءات معمارية في الحمام مُخصصة لحفظ الأغراض ووضعها عليها.
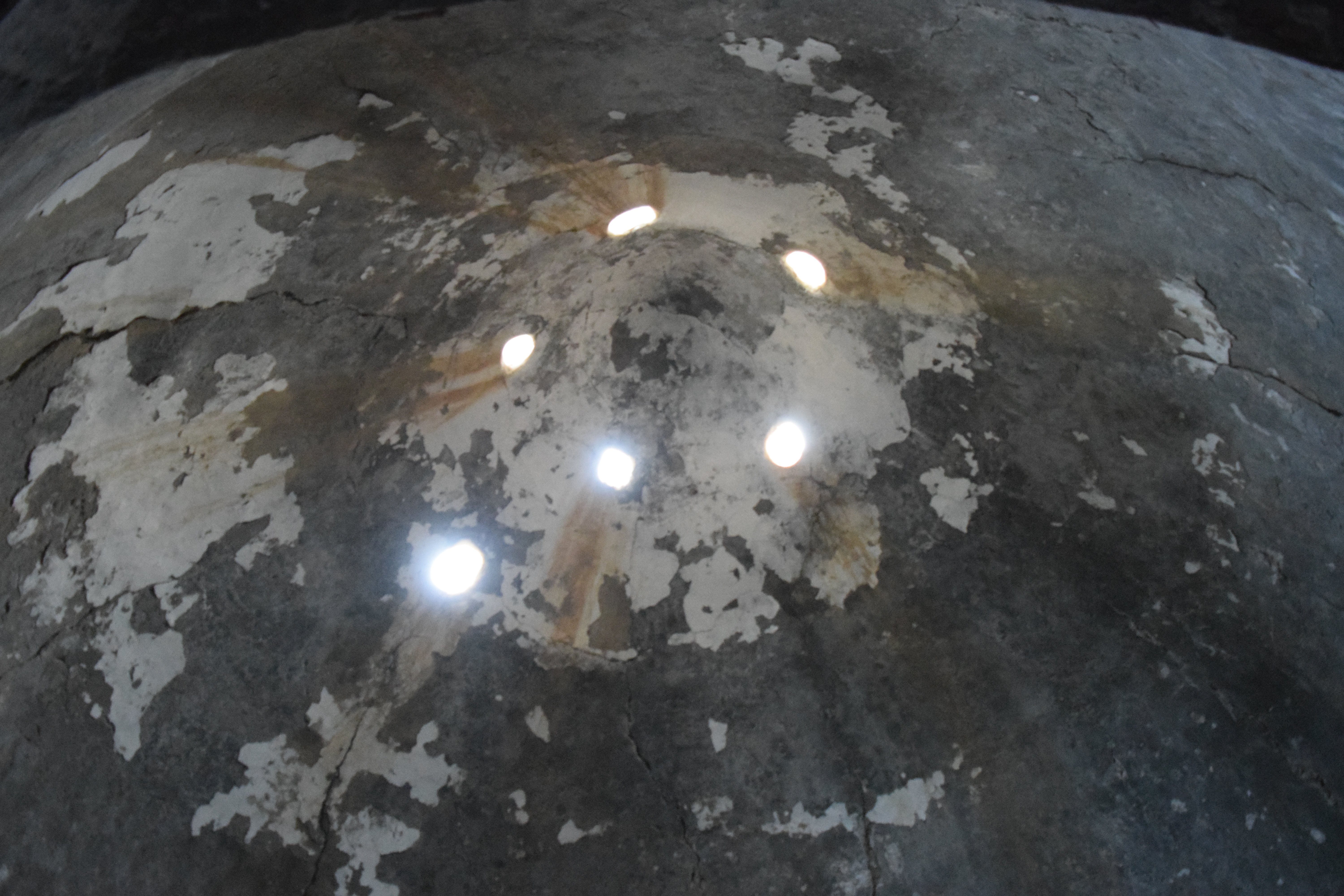
فتحات التهوية والإضاءة أعلى القبّة.
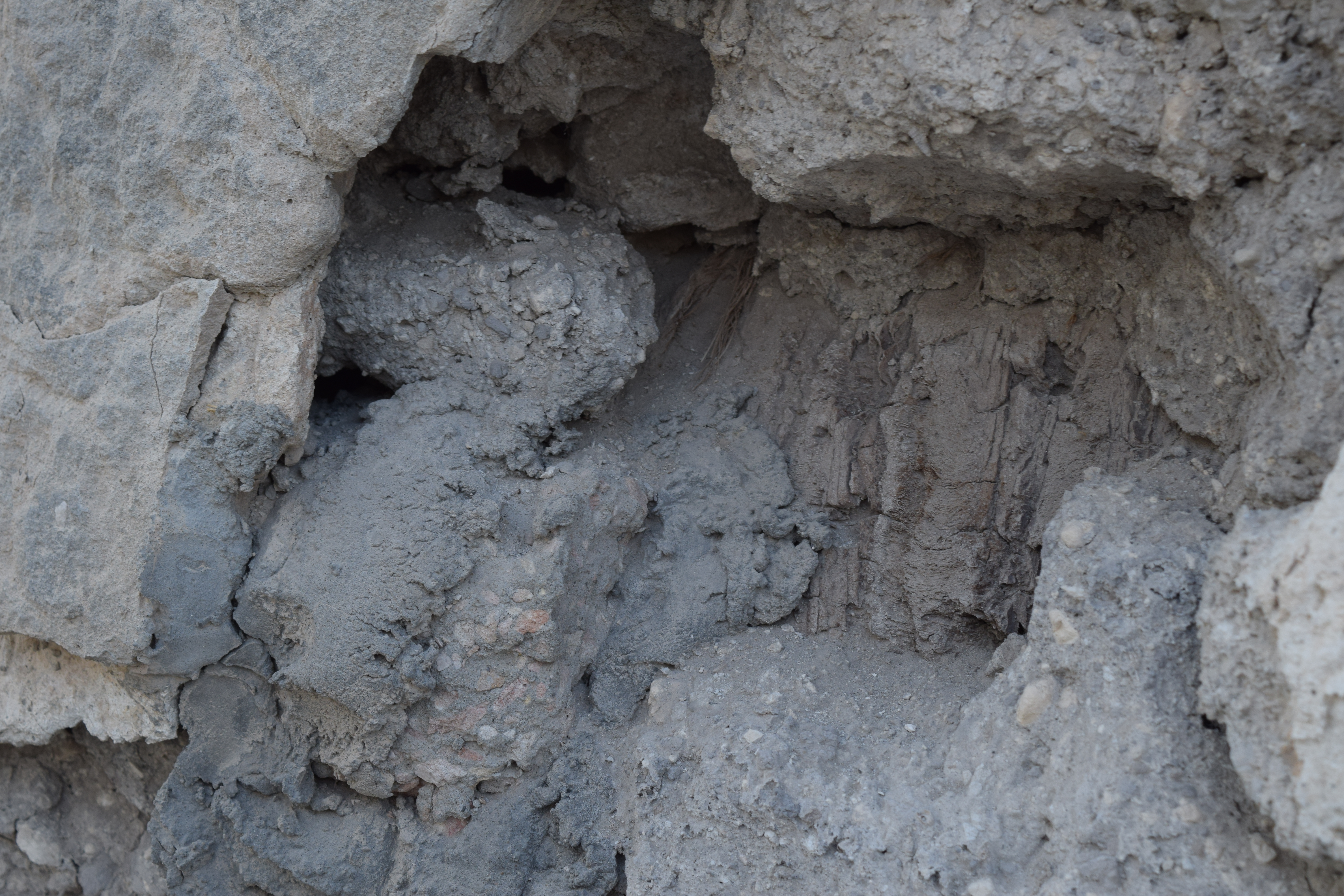
صدع في أحد جدران الحمام يُبيّن جزءاً من البنية الداخلية لحمام أبو لوزة وتظهر المواد المتكوّنة منها وهي أحجار الجصّ مع جذوع النخل.

يقع الحمام على عين جوفية كبريتية يصل عمقها إلى 22 متراً، وكما هو تكوين العيون الجوفية في محافظة القطيف؛ فإن العين تتكوّن من حفرة عميقة نسبياً، ووسط هذه الحفرة هناك حفرة أعمق تُسمّى التنور، ووسط الحفرة الأعمق هناك حفرة أعمق، وهكذا وصولاً إلى القاع الذي تنبع منه المياه. وقد عُرفت هذه الطريقة تاريخياً في منطقة الخليج العربي، وينسبها المؤرخون إلى القبائل الكنعانية التي استوطنت شرق الجزيرة العربية؛ حيث حُفرت أغلب عيون القطيف بالطريقة ذاتها، وهو ما يُشير إلى أن الحفر تمّ بطرق يدوية وبدائية جداً.
يأخذ الحمّام شكلاً مستطيلاً بأبعاد 5×6 متر تقريباً، ويبلغ ارتفاع جدرانه من 3 إلى 5 أمتار تقريباً، بِسُمْك يتراوح بين 40 و60 سنتيمتراً تقريباً، وبه بوابة على شكل عقد نصف دائري، ويتراوح قطر قبّته بين 2 إلى 4 أمتار تقريباً، وارتفاعها من 1 إلى 2م. بالحمام قسماً للرجال وآخر للنساء، صُممّ فيهما بمواصفات العمارة القطيفية، وهو مبني من مواد الحجارة والطين والجص، وجذوع النخيل، إلى أن أخذ القليل من طراز الحمامات التركية التي عرفت انتشاراً في حقبة الحكم العثماني في بلاد الشام والعراق وذلك عند إعادة ترميمه وتجديده في العهد العثماني.
ويحوي الحمام على غرفة ذات شكل مستطيلي تقع بمحاذاة نبع العين، ولهذه الغرفة كوات أو فتحات مربعة الشكل تستخدم لوضع الأمتعة والملابس وتُسمّى محليّاً روزنة وعلى طول الغرفة توجد أماكن للجلوس والراحة تُسمّى دكات أو الدقق، تستخدم للانتظار في أوقات الازدحام على الحمام، ويجلس عليها مرتادو الحمام ليحتسوا الشاي والقهوة ويتبادلوا أطراف الحديث، وعليها يتم التدليك بعد الاستحمام. ويمكن الوصول لغرفة النبع (التنور) أو الحمام الرئيس من الغرفة عبر مدخل ذو شكل نصف قوس يحوي عتبات للنزول، يقع في منتصف الجهة اليسرى من الغرفة، والنبع الرئيس تعلوه قبّة نصف دائرية مدببة على النمط التركي في أعلاها فتحات لتهوية البخار وللإضاءة من الشمس، وداخل غرفة النبع مدرجات تُسمى الجلوف وهي مكان خاص بالاستراحة في وقت السباحة، ويسمى مكان التنظيف بالتنوير.ويوجد قسم خاص بالنساء يقع شمال الحمام، وسقف القسم النسائي مُغطىً بالكامل بجذوع النخل. إضافةً لذلك فهو يضم غرفة استحمام تحوي بركة مستطيلة تصل إليها المياه عبر قناة مباشرة منبع العين ويحيط بها مصطبة علوية للجلوس

### القبّة
شُيّد فوق غرفة النبع قبة على شكل نصف دائرة مدببة تشبه رأس اللوزة من الخارج، في الأعلى على نمط قباب المساجد التركية، واتخذ في بنائها نظام المقرنصات المعروف في بناء القباب خلال الفترات الإسلامية والذي يعتمد على التدرج من السطح المربع إلى السطح الدائري الذي تقوم عليه القباب، ويهدف لتوزيع الجهد والثقل على كل ركن من أركان الحجرة المربعة إضافةً إلى شكله الجمالي. يوجد أعلى القبة فتحات دائرية لتنفيس الهواء، وإدخال أشعة الشمس للإضاءة، وكذلك تخفيف كثافة البخار الخارج من العين.
ومن المتداول محلياً أن سبب تشييد بناء فوق النبع كان للمحافظة على بقاء الماء حاراً لمدة طويلة، وكذلك كي تبقى مياه العين نظيفة، ويُخالفهم في ذلك باحثون بتعليلهم أن العين المبني عليها الحمام عين معدنية شديدة الحرارة في الشتاء وباردة في الصيف، فهي ليست بحاجة لوجود بناء يحفظ حرارتها لأن ماءها حار بطبيعته، ولأنّ العين كانت تتدفق بغزارة ويسيح ماؤها بوفرة في مجراها، فكانت تنظف نفسها بنفسها ويرون أن السبب في بناء القبّة كان لحماية مرتاديها من لسعة البرد أيام الشتاء أو حرارة الشمس في القيظ، أو لحبس بخار الماء المتصاعد من العين لئلا يخرج، إلى أنّ البناء يُشكّل ستراً للسابحين الذين يتحرجون من النظر إليهم.

### ملحقات الحمام
يوجد في غرفة النبع قناةً لتصريف المياه خارجاً، حيث يُستفاد منها بري الحقول المجاورة، كما شُيد اسطبل للخيول والحمير يقع شرق حمام النساء لنقل قاصدي الحمام من القرى البعيدة. وبجانب الإسطبل شُيد مبنى مستطيل الشكل على المجرى الخارجي من الإسطبل، وكان مقسماً إلى محلّات صغيرة كانت تستخدم لأمور العناية الشخصية كاستخدام النورة والحلاقة، وإلى الغرب من حمام الرجال شُيد مسجدٌ صغير ملاصق للحمام لأداء الصلاة.

## العادات الاجتماعية والاعتقادات
كانت عين أبو لوزة سابقاً مقصداً للراغبين بالعلاج بمياهها، وذلك لما كانت تتمتع به من مصادر علاج كثير من الأمراض الجلدية وآلام المفاصل وأمراض الظهر وأيضاً بسبب حرارة مياهها والغازات المنبعثة منها، ولذا فقد أقام الأهالي فوقها حمام أبو لوزة، ومثله كان هناك حمام تاروت وحمام عين بدي بالأوجام. كانت عيناً ذات مياه معدنية يُستشفى بها. وكان صيادي اللؤلؤ يتوقفون في فصل الشتاء عن الصيد، ليقصدوا حمام أبو لوزة وينظفونه.

## التحسينات والترميم
مَرّ حمام أبي لوزة بأكثر من مرحلة ترميم وتحسين، وإضافةً على ترميمه وإضافة الملاحق له في عهد الدّولة العثمانية، وفي عهد الدولة السعودية الثانية فقد رُمّم مرةً واحدة في ثمانينيات القرن العشرين قامت بها جمعية مضر الخيرية في الثمانينات. ورفضت الهيئة العامة للسياحة والتراث الوطني مبادرات عديدة من لتحمل تكاليف الترميم، تفادياً لاستخدام مواد تسهم في اختفاء المعلم التراثي.

### ترميم حمام أبي لوزة 1980م
عملت بلدية القطيف وجمعية مضر الخيرية على محاولة إحياء حمام أبو لوزة عبر ترميمه من التصدعات والشقوق واستخدمت الإسمنت في عمليات الترميم في القبة والجدران المتعددة بالإضافة إلى تبليط الأرضيات بالطابوق الأرضي، لكن عملية الترميم وصيانة الحمام وتلييسه من الداخل والخارج أدت لإدخال عناصر غير متوافقة مع طابعه. حيث أن الترميم لم يشرف عليه مختصّون أثريون، ما أدى إلى انهيار الأسقف، فيما تدلّت أسياخ الحديد في ممرات الحمام.

### التحسينات وخطط تطوير الحمام

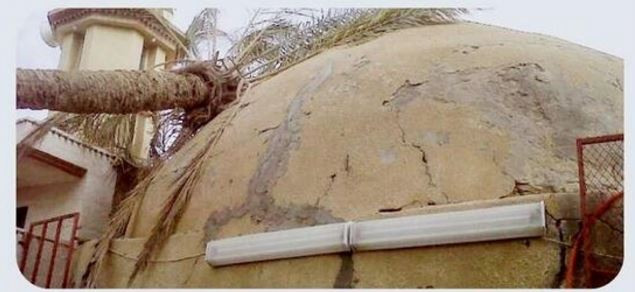
حمام أبو لوزة بعد سقوط نخلة أحد المزارع عليه نتيجة هبوب رياح قوية.

- حمام أبو لوزة بعد سقوط نخلة أحد المزارع عليه نتيجة هبوب رياح قوية.آب، 2009م: مطالب تؤكد خطر تطور التصدعات وسقوط الجدران وتطالب بالتحرك السريع لإنقاذ الحمام: يلوم المعلم المتقاعد عبد الأمير علي السويعي الجهات المسؤولة عن الآثار، ويطالبها بأن «تتحرك سريعاً من أجل إنقاذ الحمام.. الجميع يشعر بالقلق تجاهه ويخشى سقوطه في أي لحظة بسبب الوضع الذي يعيشه اليوم». ويضيف «أنه جزء من ذاكرة المنطقة الشرقية وواحد من معالمها، ويجب الحفاظ عليه ليتعرف الجيل الجديد عليه بوصفه جزءاً من تاريخ الآباء والأجداد». يبدي موظف أرامكو عمر الخميس أسفه وهو يرى الحمام قد وصل إلى ما وصل إليه بعد أن كان يعتبر أحد مرتادي هذا الحمام للسباحة في السابق بينما لا يستطيع اليوم الدخول إليه. ومثله عبد الصمد الفردان الذي يزور الموقع بين فترة وأخرى برفقة أطفاله.. «نتمنى من الجهات المعنية أن تسارع إلى إنقاذ الموقع الأثر قبل سقوطه أسوة ببعض الآثار التاريخية التي حظيت بالترميم مثل قلعة جزيرة تاروت».[3]
- أغسطس، 2010م: مطالب أثريين بالتدخل العاجل: شدد المؤرخ عبد المطلب المزين على أهمية اهتمام الجهات المعنية بالموقع وعدم الاكتفاء بإغلاقه. وفي جانب آخر شدد مهندسون أن الترميم يجب أن يكون وفقا لآليات علمية، وليس كتلك التي تمت في الثمانينيات، إذ يتوجب أولاً سد فجوات العين الطبيعية تحت الأرض، مقترحين ضرورة العثور على شركة متخصصة تمتلك أدوات وإمكانات الترميم الحديث.[14]
- مايو، 2011م: بين مدير متحف الدمام عبد الحميد الحشاش أن هذا حمّام أبو لوزة من المواقع المدرجة على قائمة الترميم في المنطقة الشرقية، وستقوم لجنة بزيارة عاجلة للموقع وتنظيفه فوراً على حدّ تعبيره. فيما طالب الباحث في شؤون الآثار عبد الخالق الجنبي بالإسراع بترميم الحمام وإعادة تأهيله للسباحة والاستجمام كما كان سابقاً.[15]
- فبراير، 2012م: مطالب أهلية لترميم حمام أبي لوزة. دعا  الجنبي إلى ضرورة ترميم كل ما هو آيل للسقوط من الآثار، ومنها حمام أبو لوزة وتهيئته للسياح بحيث يمكنهم الدخول إليها.[16]
- أبريل، 2013م: عمل أكثر من 70 متطوعاً محلياً بالتنسيق مع الهيئة العامة للسياحة والآثار (الهيئة العامة للسياحة والتراث الوطني حاليا) وبتنظيم مجموعة قطيف الغد في 18 أبريل على تنظيف حمام أبو لوزة وإزالة الأنقاض بعد عاصفة قوية تسببت بسقوط أشجار النخيل عليه، وذلك تحت شعار «بسواعدنا نحيي تراث أمتنا»، وتعد هذه الحملة جزء من الحملات التطوعية المحلية للاهتمام في التراث بمحافظة القطيف.[3][12][17]
- أبريل، 2013م: عرض مقطع وثائقي عن حمّام أبو لوزة: تفاعل موثّقون مع فعاليات الحملة الشبابية التي أطلقتها جمعية الخليج الأخضر للبيئة وحماية عيون المياه الأثرية. ونشرت مجموعة رؤية مقطعاً وثائقيّاً بعنوان «حمَّام أبو لوزة: من يغسل أوجاعه»، استعرض المقطع في ثلاث دقائق، التصدُّعات الكبيرة والشقوق التي ضربت جدران وأسوار حمام أبو لوزة. طالب مصور ومخرج العمل محمد علي آل شيخ، المسؤولين في هيئة السياحة والآثار، بخطة عمل لتثبيت المعلم التاريخي والإشراف عليه، والاهتمام به بشكل عملي. وأشار إلى أن جمعية الخليج الأخضر للبيئة وحماية عيون المياه الأثرية قامت بدور وطني يستحق الإشادة فقد أعادوا لنا التفاؤل بهذا العمل الجيد. وقال عبد الحميد الحشاش مدير متحف الدمام: إن فرع الهيئة بالشرقية سيبدأ قريباً بتسوير جميع المواقع الأثرية في محافظة القطيف، كما تمَّ التعاقد مع مقاول لترميم قلعة تاروت الأثرية وقلعة الفيحاني في دارين.[18]

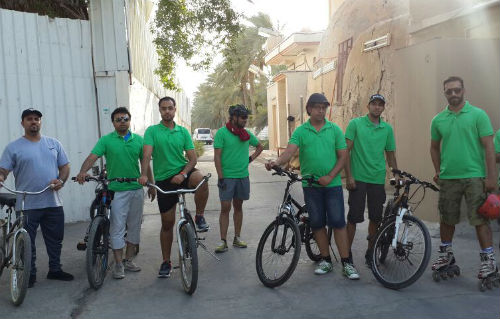
لقطة من إحدى الجولات الرياضية لحمام أبي لوزة، بتاريخ 21 يونيو، 2015م.

- لقطة من إحدى الجولات الرياضية لحمام أبي لوزة، بتاريخ 21 يونيو، 2015م.مايو 2013م : أكد مدير متحف الدمام التابع للهيئة العامة للسياحة والتراث الوطني عبد الحميد الحشاش وجود خطة لترميم الكثير من المواقع الأثرية بالمنطقة الشرقية ومنها حمام أبو لوزة والعديد من العيون الأخرى الموزعة في القطيف، وأدرجت الهيئة هذه المواقع ضمن مشاريعها القادمة.[13]
- أبريل، 2014م: توثيق اللجنة الإعلامية بمهرجان القطيف: شارك في شهر أبريل من عام 2014م ثلاثون مصوّراً فوتوغرافيّاً ومرئياً في توثيق ودراسة وتصوير الأماكن التراثية بمحافظة القطيف بمشاركة عضوة مجلس الشورى نهاد الجشي، وذلك خلال الرحلة التي نظمتها اللجنة الإعلامية في مهرجان القطيف، صباح السبت. انطلقت الرحلة من جوار مبنى لجنة التنمية الأجتماعية الأهلية بالقطيف حضرها عدد من المصورين بالإضافة إلى مصور بجليكي وبعض المهتمين من خارج منطقة القطيف، استهدفت توثيق ودراسة وتصوير الأماكن التراثية حيث شارك مسؤولي فرق الإعلام بالمهرجان ومسؤولي أركان لجنة التراث، ونائب البيت القطيفي زهير عبد رب الرسول ومسؤول البيت القطيفي المؤرخ عبد رب الرسول الغريافي، وترأس حملة التصوير الفوتوغرافي نايف الضامن، وتجول المصورين في بيوت القطيف القديمة كحي الزريب وبقايا قلعة القطيف.[19][20][21][22][23][24]
- يوليو، 2014م: تشكيل مُجسّم لحمام أبي لوزة: ذكر المهندس صالح عبد الله ابوعزيز رئيس المهرجان أن عمل المجسم محاولة لإظهار التراث للمجتمع.[25]
- يونيو/يوليو، 2015م: جولة رياضيّة ثقافيّة بين عدّة مواقع سياحية في القطيف، من ضمنها حمّام أبو لوزة: استأنفت مجموعة دراجات القطيف جولاتها السياحية بعد شهر رمضان بجولة جال فيها 18 مشاركاً.[26][27]
- آب، 2015م: حمام أبو لوزة من ضمن المشاريع المرفوعة للاعتماد في ميزانية عام 2016م.[28]
- سبتمبر، 2015م : طرحت بلدية القطيف عرضاً لتطوير وترميم حمام أبو لوزة وعدة أماكن تراثية بالمنطقة.[4]
- فبراير، 2016م: تنظيم جولة رياضيّة تعريفيّة عن حمام أبي لوزة: نظّمت مجموعة درّاجات القطيف والتي تهتم بزيارة معالم وآثار القطيف جولة قرية التوبي، تضّم الجولة مناطقَ تراثية عدّة من القطيف، من ضمنها حمام أبو لوزة.[29]
- فبراير، 2016م: دعا بعض رجال الأعمال بدراسة من أجل تأسيس شركة مساهمة لتطوير المشاريع السياحية والأماكن الأثرية، وجاء من ضمن هذه المشاريع تطوير حمام أبو لوزة.[4]
- يونيو، 2016م: تشكيل مجموعة شبابية توعوية عن حمام أبو لوزة: شكّلت عصر يوم السبت مجموعة شبابية لأخذ جولة سياحية على آثار قرية التوبي بالدراجات الهوائية وتستمر هذه الجولات لمدة عشرة أيام بمعدل ساعة ونصف يومياً. تهدف الجولات لتعريف المشاركين على بعض آثار القطيف مثل العيون وبعض الأحياء القديمة وزيارة بعض الحرفيين في مواقع عملهم. ومن ضمن الآثار التي زُورت بقرية التوبي حمام أبو لوزة الأثري وعين القصاري وبعض العيون بالقرية وصانع السلال التراثية مهدي العسيف وبعض الأحياء القديمة بالتوبي.[7]
- مايو، 2016م: فلم وثائقي يستعرض تاريخ حمام أبو لوزة: اشترك أربعة قطيفيون في العمل على استعراض تاريخ حمام أبو لوزة وغيرها من المواقع الأثرية بواحة القطيف وذلك بإنتاج فلم وثائقي بعنوان «5000 سنة». وذكر مُعد البرنامج والمصور علي العبيدي بأن الهدف من إعداد الفيلم يكمن في التعريف بمنطقة القطيف والحضارات التي مرت بها المنطقة وإبرازها للعالم كمنطقة أثرية وسياحية وهي متحفٌ مفتوحٌ للسياح. وأشار إلى أن مدة العمل على الفلم الوثائقي استغرقت عامًا كاملًا من تصويرٍ وإعدادٍ ومونتاجٍ وإخراج حيث بُدِءَ به في شهر شعبان من عام 1436هـ وتمّ الانتهاء منه في شهر شعبان من عام 1437هـ.[30]
- يونيو، 2016م: مشاركة متدربات معهد العطاء في تصوير حمام أبو لوزة: شاركت 25 متدربة بدورة أساسيات التصوير التي نظّمها معهد جمعية العطاء بمحافظة القطيف في تصوير وتوثيق الأماكن الأثرية بالمحافظة، من ضمنها حمام أبو لوزة.[31]
- ديسمبر 2020م: أنارت بلدية محافظة القطيف محيط الحمام، على أن تقوم بتهيئة الموقع وتحويله لنقطة جذب سياحي.[32]

## المشاكل الحالية
بالرغم من الشهرة التي يحظى بها الحمام بين حمامات الخليج العربي إلا أنه يُعاني من التصدعات والانهيارات وهو آيل للسقوط، وتحوّل إلى بناء قديم مهجور من الناس، مُغلق في أوجه السيّاح. وقد كان لضعف مياه النبع نتيجة الإهمال وعدم العناية دور في انصراف الناس عن الحمام، فلم يقتصر الأمر في الماضي على زيارة الحمام لراغبي العلاج فقط، بل كانت العين على غرار عيون المنطقة كلها مقصداً للراغبين بالسباحة والتسلية.
رغم محاولات الترميم في سنة 1401 هـ/1981م إلا أنّ الأسقف قد انهارت وأغلق الحمام رغم تسجيله لدى الهيئة العامة للسياحة والتراث الوطني. بعدها بدأت مياه الحمام بالنضوب في عام 1416هـ/1995م نتيجة لعمليات حقن المياه لاستخراج النفط، وكثرة حفر الآبار الأرتوازية، وبناء السدود في الجهة الغربية من الجزيرة حيث أدى ذلك إلى حجب مياه الأودية المغذية للعيون عن الوصول إلى الجهة الشرقية.

## معرض صور

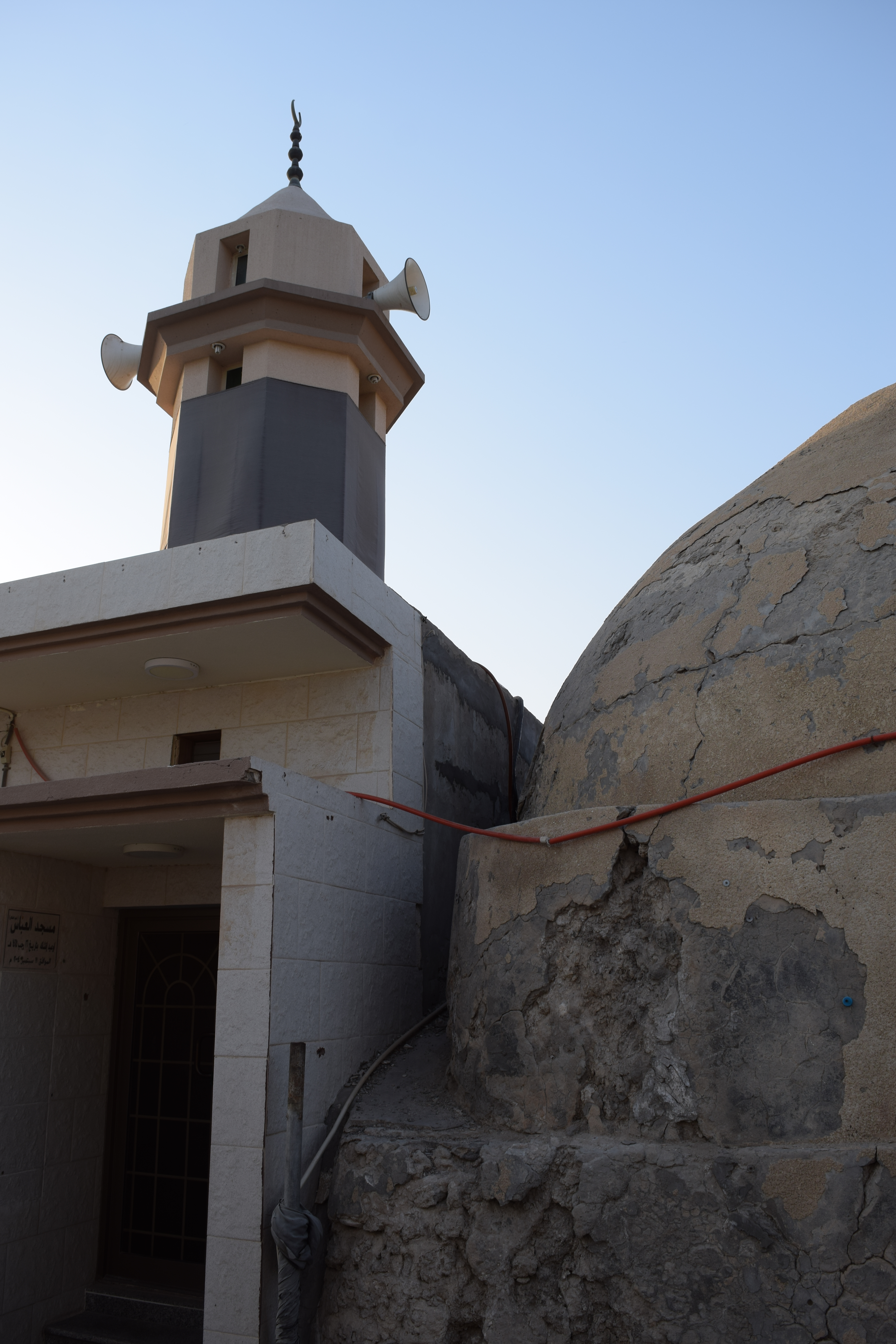
مسجد العبّاس المجاور لحمام أبي لوزة.
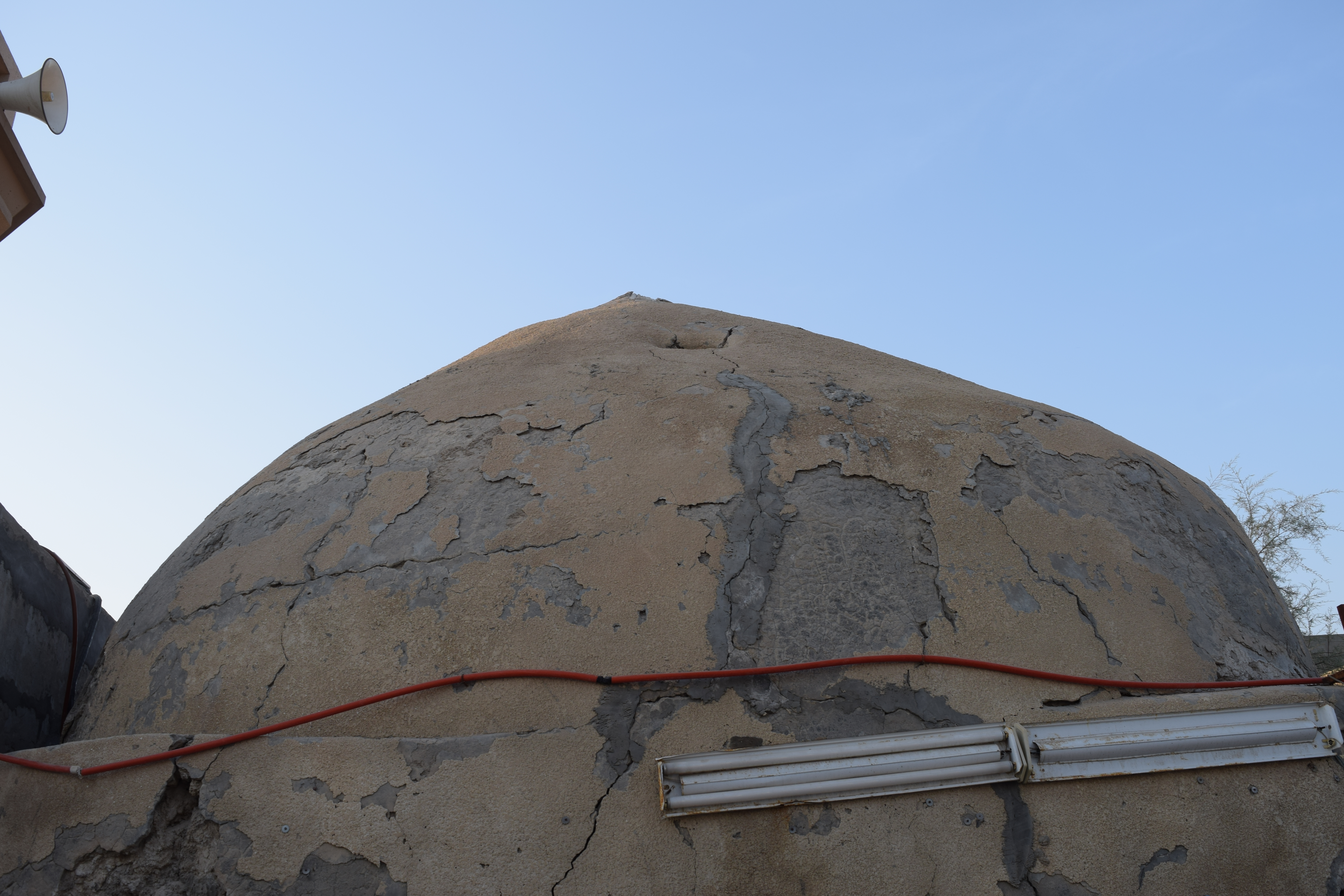
قبّة حمام أبي لوزة، وتظهر عليها الصدوع والتشققات.
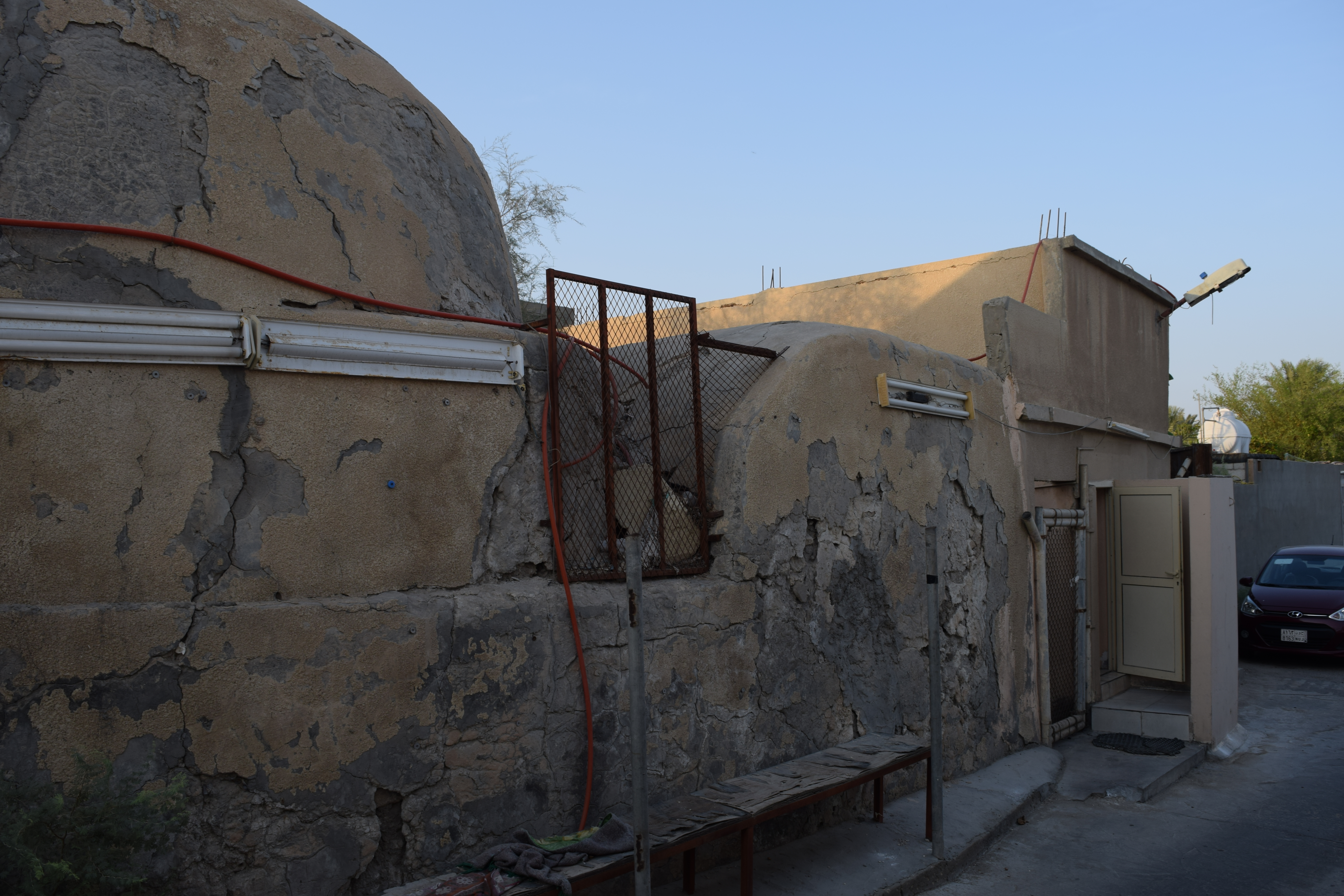
مدخل حمام أبي لوزة المغلق.
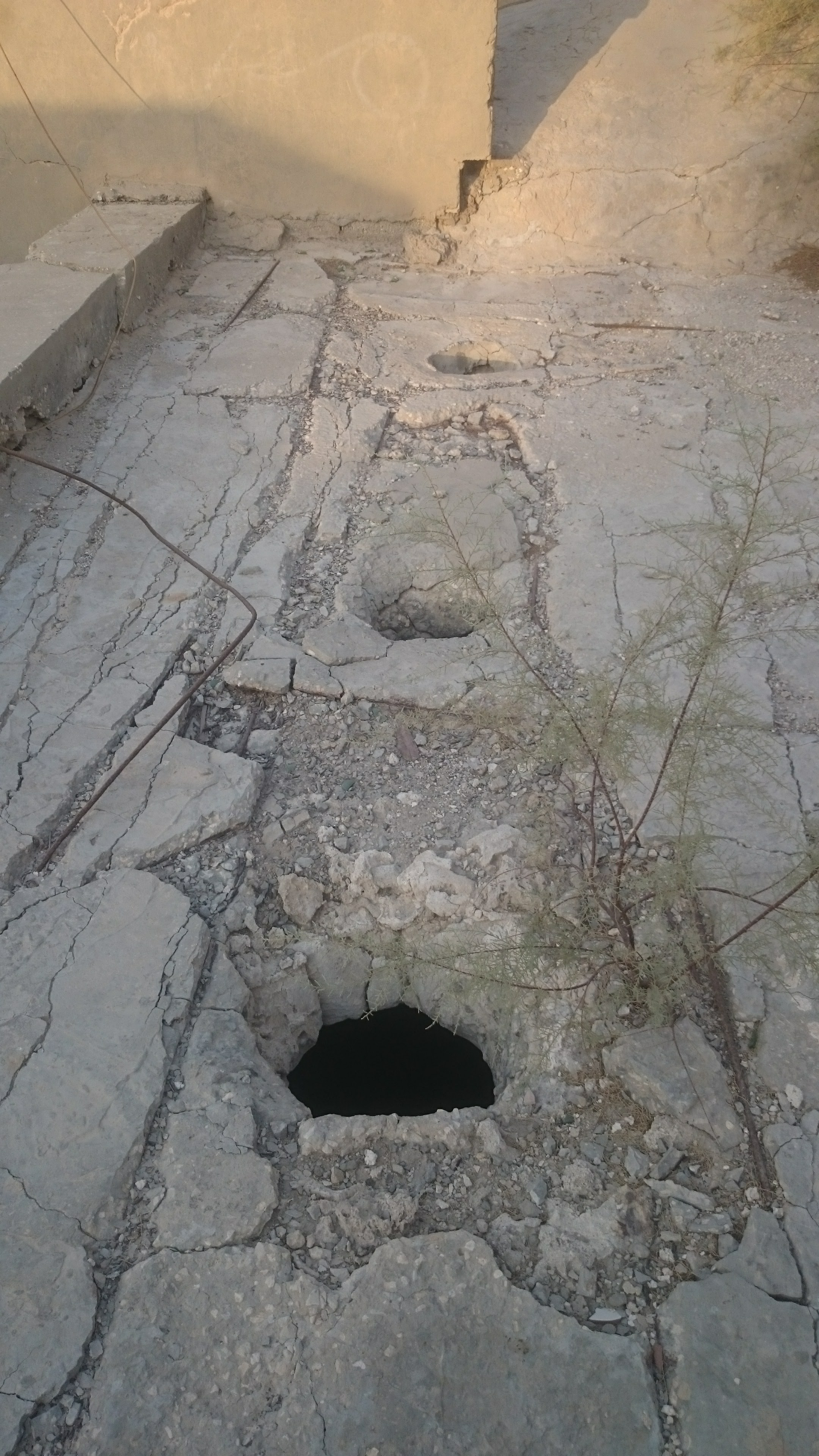
فتحات التهوية والإضاءة كما تظهر من سقف الحمام العلوي.
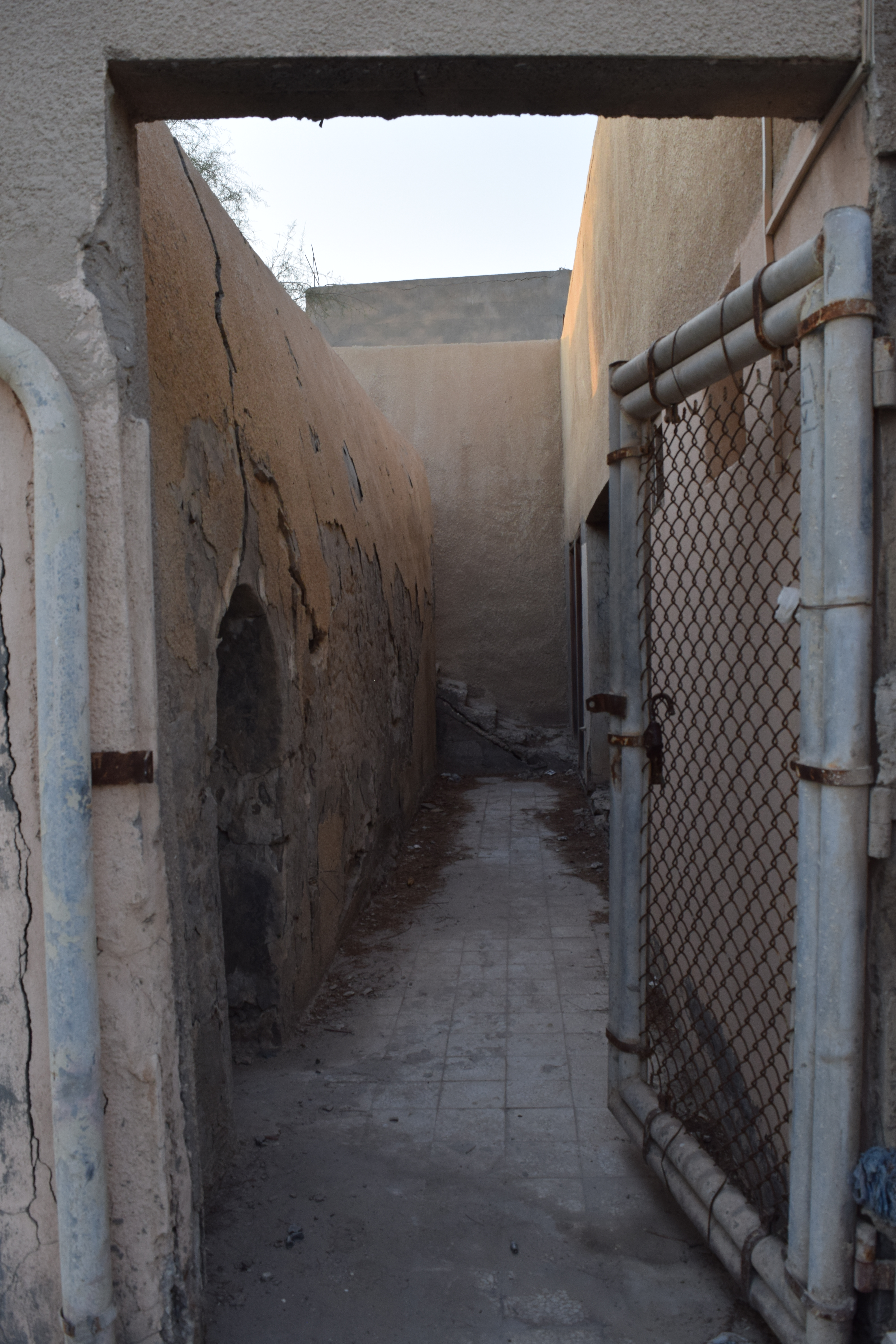
مدخل حمام أبي لوزة.
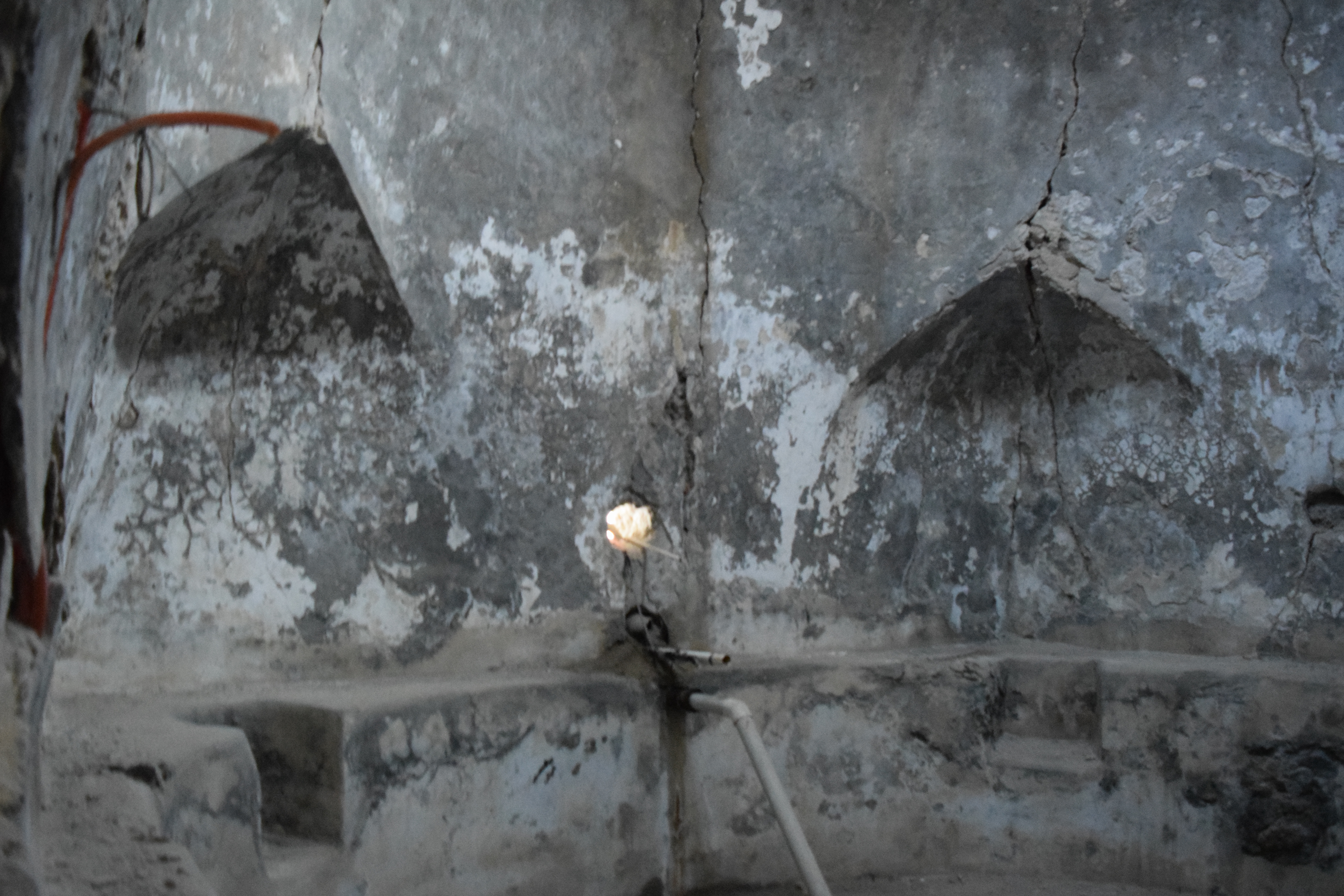
متّكئات وروازن داخل الحمّام.
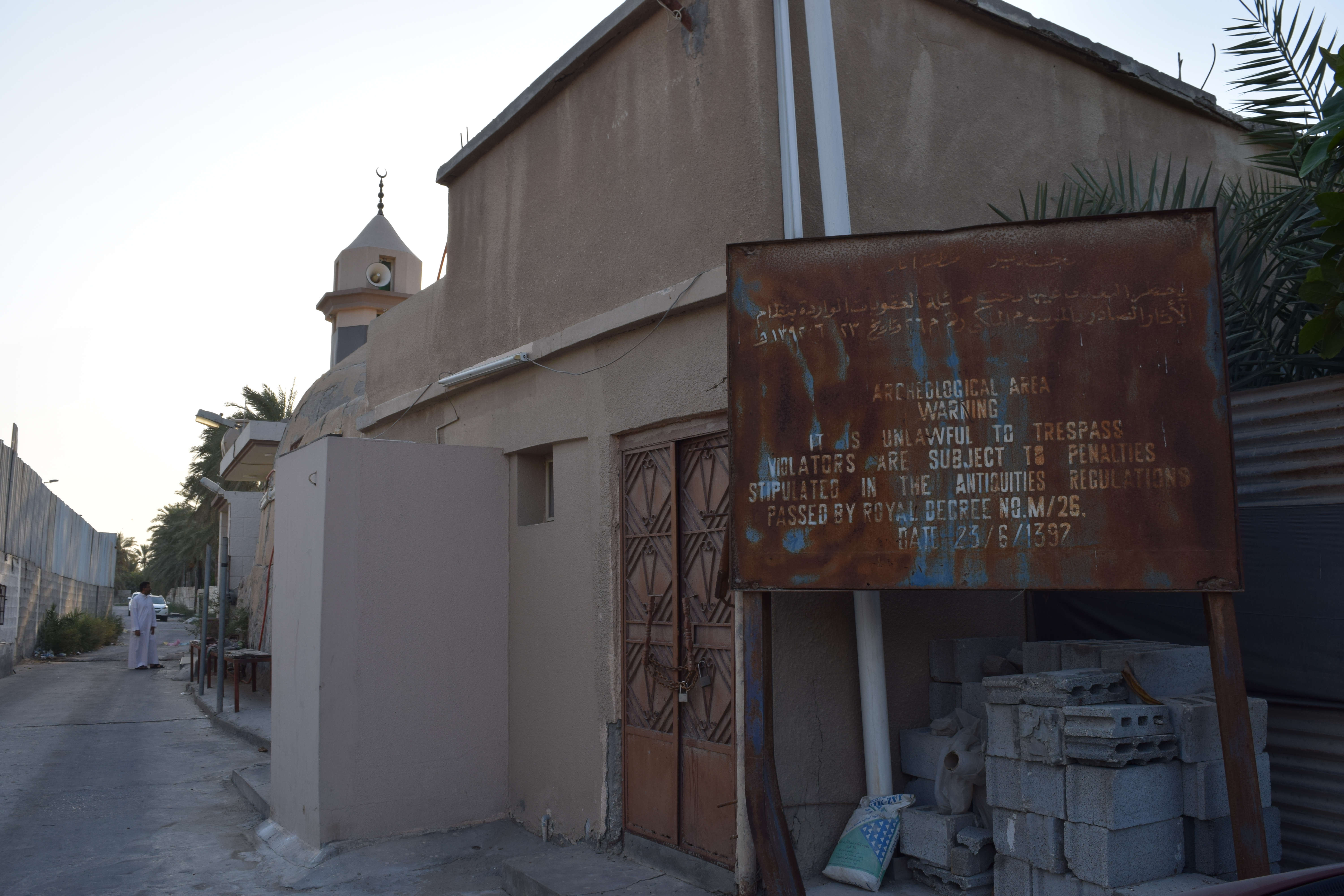
أحد ملاحق الحمّام إلى جانب لوحة إرشادية بهتت كتابتها.
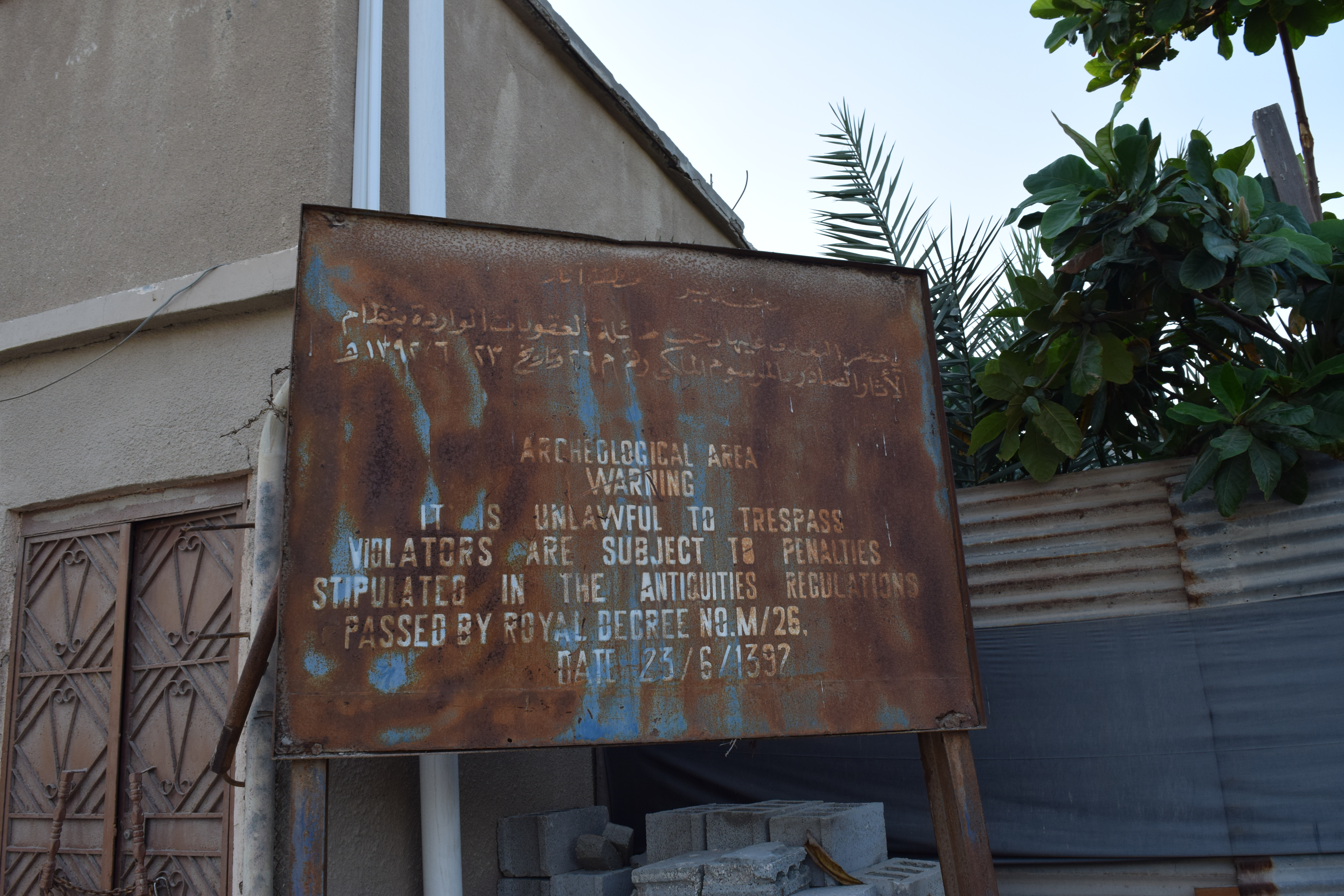
لوحة إرشادية وُضعت منذ ثمانينيات القرن العشرين وقد بهتت كتاباتها ومعالمها.
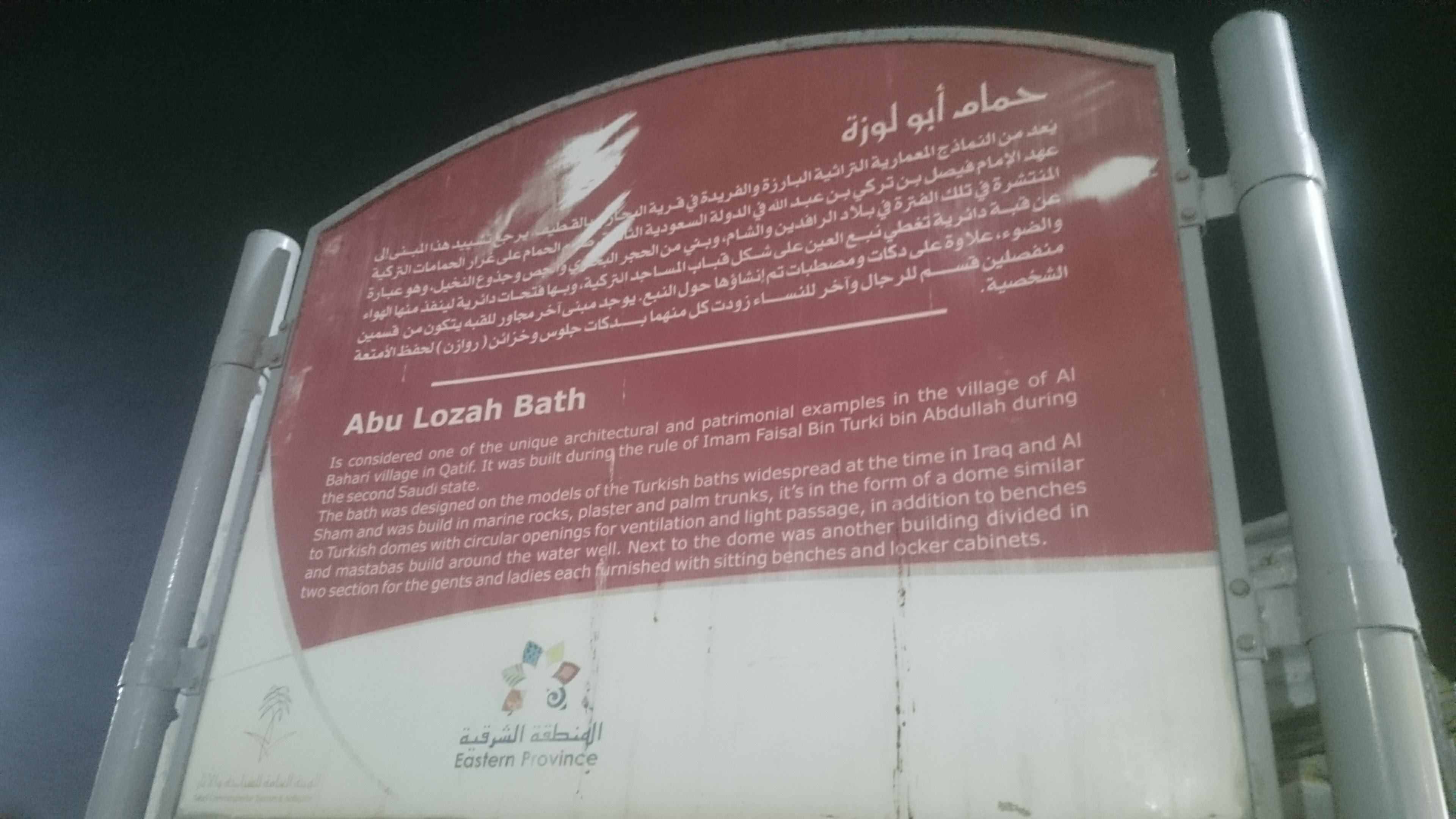
لوحة توضيحية.
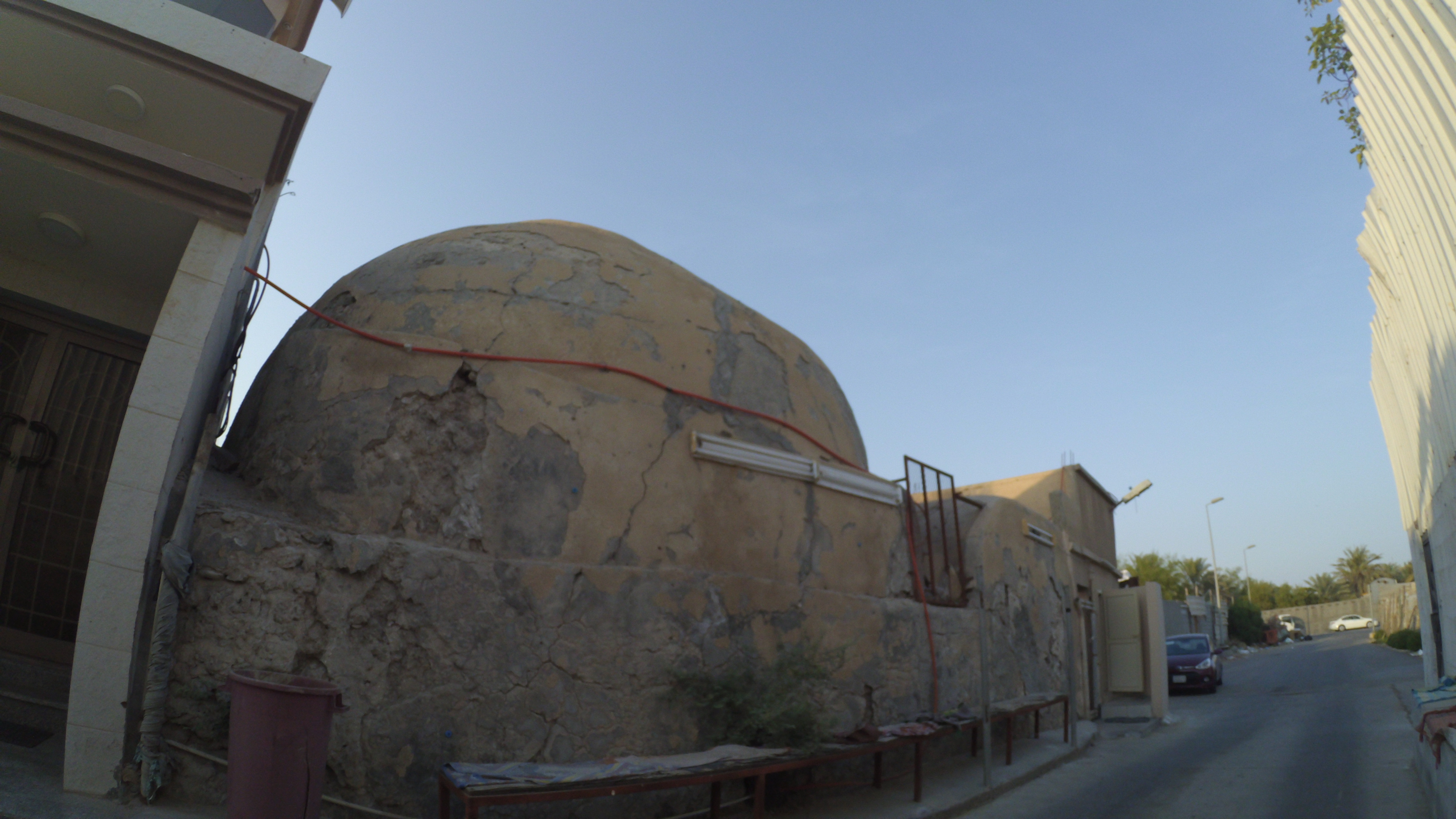
انتشار كبير للصدوع على جدران الحمّام.

## وصلات خارجية
- فلم وثائقي قصير عن حمام أبو لوزة على اليوتيوب.
- جولة في حمام أبو لوزة على اليوتيوب.
- مقاطع تصويرية وصور قديمة لحمام أبو لوزة على اليوتيوب.
- جولة التصوير التراثية لحمام أبو لوزة على اليوتيوب.
- جانب من عمليات الصيانة والتحسين في حمام أبو لوزة على اليوتيوب.
- تغطية صباح الخير يا قطيف لحمام أبو لوزة على الإنستغرام.
- صور مُتفرّقة لحملة تنظيف حمام أبي لوزة في اليوم العالمي للآثار على تويتر.